# Thea van Dalen-Schiphorst
Woutera Wilhelmina Johanna (Thea) van Dalen-Schiphorst (Denekamp, 2 januari 1952 - Zwolle, 19 augustus 2009) was een CDA-politica.
Van Dalen zat van 1987 tot 2003 in de Provinciale Staten van Overijssel. Van 2003 tot 2007 was zij lid van de Eerste Kamer. Sinds mei 2008 was zij wethouder economie en werkgelegenheid in de gemeente Rijssen-Holten. Van Dalen studeerde bestuurskunde aan de Open Universiteit. In 2007 werd zij benoemd tot Ridder in de Orde van Oranje-Nassau.
- Biografisch Portaal: 14573224
- Parlement.com: vgfy1fxgyyrq